# Archiva 1
Archiva 1 è un album di raccolta del gruppo rock britannico Asia, pubblicato nel 1996.

## Tracce
1. Heart of Gold – 4:46 (Geoff Downes, John Payne)
2. Tears – 4:58 (Downes, Johnny Warman)
3. Fight Against the Tide – 5:30 (Payne, Andy Nye)
4. We Fall Apart – 4:57 (Downes, Payne)
5. The Mariner's Dream – 1:27 (Payne)
6. Boys from Diamond City – 5:43 (Downes, Warman)
7. A.L.O. – 3:40 (Payne, Nye)
8. Reality – 4:29 (Downes, Payne)
9. I Can't Wait a Lifetime – 3:34 (Payne, Nye)
10. Dusty Road – 4:30 (Downes, Max Bacon)
11. I Believe – 3:42 (Payne, Nye)
12. Ginger – 2:03 (Downes, Payne, Steve Howe)